# Motobécane AV3, AV31, AV32, AV33 et dérivés
Les Motobécane AV3 et ses nombreux dérivés : AV31, AV32, AV33, AV34, AV36, AV37, AV47, AV51, AV54 sont une famille de cyclomoteurs commercialisés de 1949 à 1965 par Motobécane et Motoconfort. Quand ils sont vendus sous la marque Motoconfort, le nom est alors AUx sans changements marquants par rapport à la version AVx.

## Historique
L'apparition de cette gamme répond au besoin d'équiper les classes moyennes de moyens de locomotion économiques et efficaces, alors qu'à la sortie de la guerre, la majorité des européens se déplaçait à vélo et que l'automobile était un moyen de transport réservé aux plus riches.
Motobécane, part donc du principe du cadre tubulaire soudo-brasé équipé d'un moteur de petite cylindrée (moins de 50 cm3) et qui conservait la possibilité d'être utilisé en mode vélo.
Le moteur est accroché sous le tube diagonal et le réservoir entre le tube de selle et le garde-boue arrière.
D'abord techniquement proches des mécaniques des années 1930, les AV3 évoluent vers des machines beaucoup plus sophistiquées équipées de freins à tambour, de fourche télescopique et d'embrayage automatique et même d'un variateur de vitesse.
Elles seront supplantées par la famille des  AV4x (Sauf l'AV47 qui a un cadre tubulaire) qui avaient un cadre embouti plus moderne et plus économique à fabriquer.
C'est sous l'impulsion du concessionnaire Hollandais de Motobécane qu'apparait ce qui va devenir l'AV3 ainsi que son nom : "Mobylette". Devant le succès de la formule, la maison Motobécane décide d'industrialiser ce concept. la "Mobylette" est présentée au Salon 1949 et l'accueil du public est enthousiaste.
La première version de l'AV3 est produite en 1949 avec un cadre dérivé d'un vélo BNX de 1938. Le moteur AV35 qui est installé est lui aussi dérivé d'un bloc d'avant guerre. C'est une mécanique rustique équipée d'un proéminent décompresseur vers le sens de la marche. La sortie d'échappement est décalée sur le côté gauche, la puissance est inférieure à 1ch. Le moteur évolue au milieu des années 1950 vers une mécanique plus performante -1,5ch- qui sera reprise sur la totalité de la gamme jusqu'à la fin de la production dans les années 1990, c'est le célèbre moteur AV7.
Le cadre évolue dans le temps, avec suppression des tubes inclinés sous la selle, ce qui permet de positionner un réservoir plus gros. Vers 1954, le réservoir augmente de taille sur certains modèles et il dépasse à l'avant du tube de selle.
La première AV3, un modèle techniquement simple mais à la finition soignée disparait en 1953 au profit d'une gamme complète qui la remplace. L'AV32, modèle rustique équipé de freins à patins reçoit un traitement d'entrée de gamme et conserve la transmission sans embrayage. L'AV33 est un modèle plus haut de gamme équipé d'un embrayage semi-automatique et d'un frein à tambour à l'arrière. L'AV31 est au sommet de la gamme. avec une fourche télescopique, un tambour avant et un timbre électrique.
L'AV37 inaugure une révolutionnaire transmission à variateur automatique, une technologie encore en service sur les scooters contemporains. Un verrouillage des rapports de démultiplication donne l'impression d'une transmission à trois vitesses, mais le système est ensuite abandonné sur l'AV47 avec une variation continue. Apparaissent ensuite de nombreuses versions créant toute une gamme avec selon les modèles une fourche suspendue, des freins à tambour ou à patins. Le modèle rustique AV32 ayant la plus grande longévité avant d'être définitivement remplacé par l'AV42 alors que les autres modèles ne survivent pas à l'apparition des AV44. Les amateurs du variateur devront eux aller vers l'AV78.

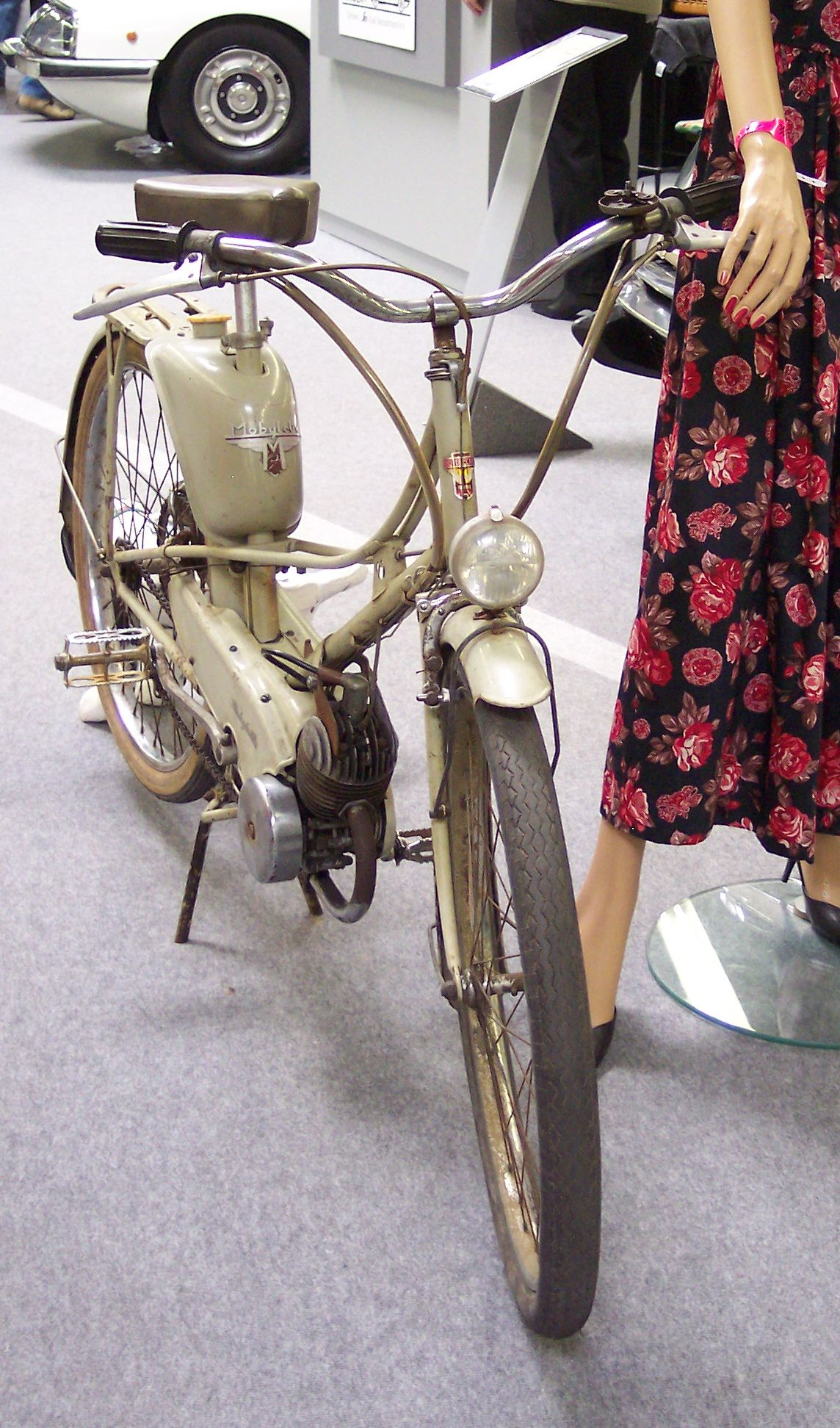
AV32, (1952-1962), modèle de base avec gros réservoir, pas d'embrayage

## Versions
- AV3 "Mobylette", 1949-1951, modèle originel, pas d'embrayage, cadre avec haubans arrière, freins à patins
- AV31 "Luxe", 1952-1955, fourche télescopique, deux freins à tambour, embrayage automatique
- AV32 "Utilitaire" et "Service", 1952-1962, pas d'embrayage, modèle de base, frein à tambour arrière selon versions
- AV33 "Super Standard" 1952-1960, embrayage automatique, frein arrière à tambour
- AV34 "Grand Luxe" 1956-1957, suspension avant, deux freins à tambour, embrayage automatique, grand réservoir
- AV36 "Mobymatic Standard" 1955 uniquement, version sans compteur de l'AV37
- AV37 "Mobymatic Luxe", 1954-1956, fourche suspendue, embrayage automatique, variateur 3 vitesses, grand réservoir
- AV47 1957-1958 évolution de l'AV37, variation de vitesse en continu
- AV51 1956-1959, suspension avant mais pas d'embrayage, grand réservoir
- AV54 "Super Téléscopique", 1956-1957, deux freins à tambour, suspension avant, embrayage automatique grand réservoir

## Technique
- Motorisation 2 temps 49 cm3. Admission par la jupe, 1,5ch pour les moteurs AV7, moins de 1ch pour les modèles à moteur AV3
- Poulie en prise directe, ou embrayage centrifuge côté gauche
- Variateur de vitesse sur AV37 - AV47
- Allumage par magnétos, rupteurs côté droit
- Transmission primaire par courroie puis par chaine à la roue arrière côté gauche
- Suspension avant par fourche télescopique selon les versions
- Pas de suspension arrière
- Freins avant à patins ou tambour selon versions
- Freins arrière à patins ou tambour selon versions et années